# Ново-Михайлівський заказник
Ново-Михайлівський — ландшафтний заказник місцевого значення. Об'єкт розташований на території Кропивницького району Кіровоградської області, поблизу с. Ново-Михайлівка.
Площа — 25,3 га, статус отриманий у 1997 році.